# Stade Johan-Cruyff
Le stade Johan-Cruyff (Estadi Johan Cruyff) est un stade de football situé au sein de la Cité sportive Joan-Gamper à Sant Joan Despí, le centre d'entraînement du FC Barcelone. 
D'une capacité de 6 000 places assises, le stade Johan-Cruyff accueille les matchs de l'équipe féminine du club qui évolue au sein du Championnat d'Espagne féminin de football, mais aussi le Barcelona Atlètic, la deuxième équipe du FC Barcelone qui évolue en troisième division (Primera División RFEF).

## Histoire
L'Estadi Johan Cruyff est inauguré le 27 août 2019 en présence du président Josep Maria Bartomeu et de la famille de Johan Cruyff, l'emblématique joueur et entraîneur du club, mort en 2016. Les capitaines de l'équipe A masculine, Leo Messi, Sergi Busquets, Sergi Roberto et Gerard Piqué assistent aux côtés de l'international néerlandais Frenkie de Jong, du capitaine de la réserve Ferran Sarsanedas, de la capitaine Marta Torrejón et de plusieurs jeunes de la Masía. Un match amical se tient alors entre les équipes jeune du FC Barcelone et de l'Ajax Amsterdam, l'autre club de Cruyff. Le match est remporté par l'Ajax sur un score de 2 à 0, Nacir Unuyar marquant alors un doublé et le premier but dans le stade.
Dans le projet global de réorganisation des espaces du FC Barcelone, il est annoncé que l'ancien Mini Estadi sera prochainement démoli pour laisser place au nouveau Palau Blaugrana plus grand. Le stade Johan-Cruyff a été conçu par le studio Batlle i Roig Arquitectes à la suite d'un concours en 2015 pour élaborer des propositions pour ce nouveau stade. En mars 2017, un an après la mort de Johan Cruyff, le futur nom du stade est révélé. Le 14 septembre 2017 est posée la première pierre du stade. Il aura fallu un peu moins de deux ans pour réaliser les travaux.
Le 8 août 2021, Barcelone reçoit la Juventus au stade Johan-Cruyff pour le traditionnel Trophée Joan Gamper.